# Панов, Леонид Николаевич
Леонид Николаевич Панов (1957—2003) — директор Государственного историко-архитектурного и природно-ландшафтного музея-заповедника «Изборск», Заслуженный работник культуры РФ.

## Биография
Родился 17 мая 1957 года в деревне Кулье Печорского района Псковской области, в семье сельских учителей. Дед по отцовской линии Иван Дмитриевич Панов — митрофорный протоиерей, настоятель Изборской церкви Рождества Богородицы, в которой прослужил вплоть до своей кончины в 1974 году.
В 1978 году окончил Псковское областное культурно-просветительное училище, в 1986 году — Ленинградский государственный институт культуры имени Н. К. Крупской. В 1979—1982 годы  руководил народным оркестром струнных инструментов изборского Дома культуры Печорского района. Работал фотохудожником, организовал любительское объединение — кинофотостудию «Славянка». С 1982 по 1993 год возглавлял Изборский филиал Псковского музея-заповедника. В 1993 году назначен на должность директора в связи с получением музеем-заповедником статуса юридического лица. 16 января 1996 года постановлением Правительства РФ был создан Государственный историко-архитектурный и природно-ландшафтный музей-заповедник «Изборск» с территорией 7734 га.
В 1994 году присвоено почётное звание «Заслуженный работник культуры РФ».
В ночь на 3 июля 2003 года скоропостижно скончался в Москве, будучи в командировке.